# Barbus sylvaticus
Barbus sylvaticus és una espècie de peix cipriniforme de la família dels ciprínids.

## Morfologia
Els mascles poden assolir els 1,9 cm de longitud total.

## Distribució geogràfica
Es troba al riu Ignidi (Benín) i al delta del riu Níger (Nigèria).